# Velódromo de Helsinki
El Velódromo de Helsinki (en finés: Helsingin Velodromi) es un velódromo al aire libre y un estadio de fútbol en Helsinki, la capital de Finlandia. Fue construido entre 1938 y 1940 para los Juegos Olímpicos de 1940 que se cancelaron debido a la Segunda Guerra Mundial. Después de la guerra, fue sede de los Juegos Olímpicos de 1952 para los eventos de ciclismo de pista y de hockey sobre césped. El edificio de hormigón funcionalista fue diseñado por Hilding Ekelund. Docomomo lo ha clasificado como un ejemplo importante de la arquitectura moderna en Finlandia. La pista es de 400 metros de longitud y se usa para la mayoría de los eventos nacionales. Deportes como el fútbol americano y lacrosse también se juegan en el campo.